# Huben Tscherkelow
Houben R.T. (* 23. Januar 1970 in Kardschali, Bulgarien, als bulgarisch Хубен Черкелов, Transkriptionen: deutsch Huben Tscherkelow, englisch Houben Tcherkelov auch: Hoben Cherkelov) ist ein bulgarischer Maler und experimenteller Künstler.

## Leben
Tscherkelow studierte Kunst an der Nationalen Kunstakademie in Sofia und wurde mit der radikalen Bewegung um die XXL Galerie in Verbindung gebracht, deren Mitbegründer, u. a. gemeinsam mit Swilen Stefanow, er war. In dieser Zeit wurde er Zeuge der Trennung Bulgariens von der Sowjetunion und ihrem totalitären Regime. In seinen früheren Fotoaufnahmen, Filmen und Arbeiten sind das postkommunistische Bulgarien und die bulgarische Kunst das wiederkehrende Thema. Später malte Tscherkelow Bilder von amerikanischen und anderen nationalen Währungen, wobei er dafür die Techniken des Impasto, des Lasur, und des Aquarell einsetzt. Zudem verwendete er Bakterien, um in Nährmedien Bilder zu erzeugen, die dem Avers von Münzen nachempfunden sind.
In seinem Videoprojekt „Reality Show“ dokumentierte Tscherkelov 1998 einen nächtlichen Trip in einer Limousine durch Sofia, bei dem er den Anweisungen eines Unbekannten folgt und die dem Ablauf einer TV Late-Night-Show ähnelt. Bei der Neueröffnung des Museum of Biblical Arts in New York wurde ein Werk Tscherkelovs ausgestellt, dass den verstümmelten Kopf von Johannes dem Täufer in einer Darstellung auf Tapete zeigt.
Er lebt in New York.

## Ausstellungen
- 2009: Awakenings, Spattered Columns, New York[6]
- 2008: Singular, Luxe Gallery, New York[7]
- 2007: Houben R.T.: Works from the Brogan Museum of Art, DTR Modern Galleries, Boston
- 2006: Hockney and Houben: Interpretations, DTR Modern Galleries, Boston[8]
- 2005: Its Not about Sex, Luxe Gallery, New York
- 2005 The Next Generation: Contemporary Expressions of Faith, Museum of Biblical Art (MOBIA); New York[5]
- 2003: Export-Import. Contemporary Art from Bulgaria, Sofia Art Gallery, Sofia[9]
- 2001: Looming up – Junge Kunst aus Bulgarien, Kunsthalle Exnergasse, Wien[10]
- 1994: Kossio Minchev and Houben Tcherkelov, Ata-Ray Gallery, Sofia[9]
- 1994:  AIDS,  Studio-Spectrum Gallery, Sofia[9]